# Oedematopus crassitibia
Oedematopus crassitibia är en tvåvingeart som beskrevs av Van Duzee 1929. Oedematopus crassitibia ingår i släktet Oedematopus och familjen styltflugor. Inga underarter finns listade i Catalogue of Life.